# Mon père, cet inconnu
Mon père, cet inconnu (Lebe dein Leben) est un téléfilm allemand réalisé par Peter Sämann et diffusé en 2012.

## Fiche technique
- Titre original : Großer Mann ganz klein !
- Réalisation : Peter Sämann
- Scénario : Stefan Kuhlmann
- Photographie : Michael Praun
- Musique : Mick Baumeister
- Durée : 115 minutes
- Date de diffusion :
  -  France : 25 juin 2012 sur M6

## Distribution
- Wayne Carpendale : Finn Sieveking
- Howard Carpendale : Jonathan Clark
- Heidelinde Weis : Maria Sieveking
- Sonja Kirchberger : Alexandra Vanderbilt
- Jan Sosniok : Frank Schröder
- Luise Bähr : Caro Petersen
- Wladimir Tarasjanz : Yuri Radovic
- Wolfgang Beigel : Docteur Rosenthal